# Lecane crepida
Lecane crepida är en hjuldjursart som beskrevs av Harry K. Harring 1914. Lecane crepida ingår i släktet Lecane och familjen Lecanidae. Inga underarter finns listade i Catalogue of Life.